# Distrikt Urubamba

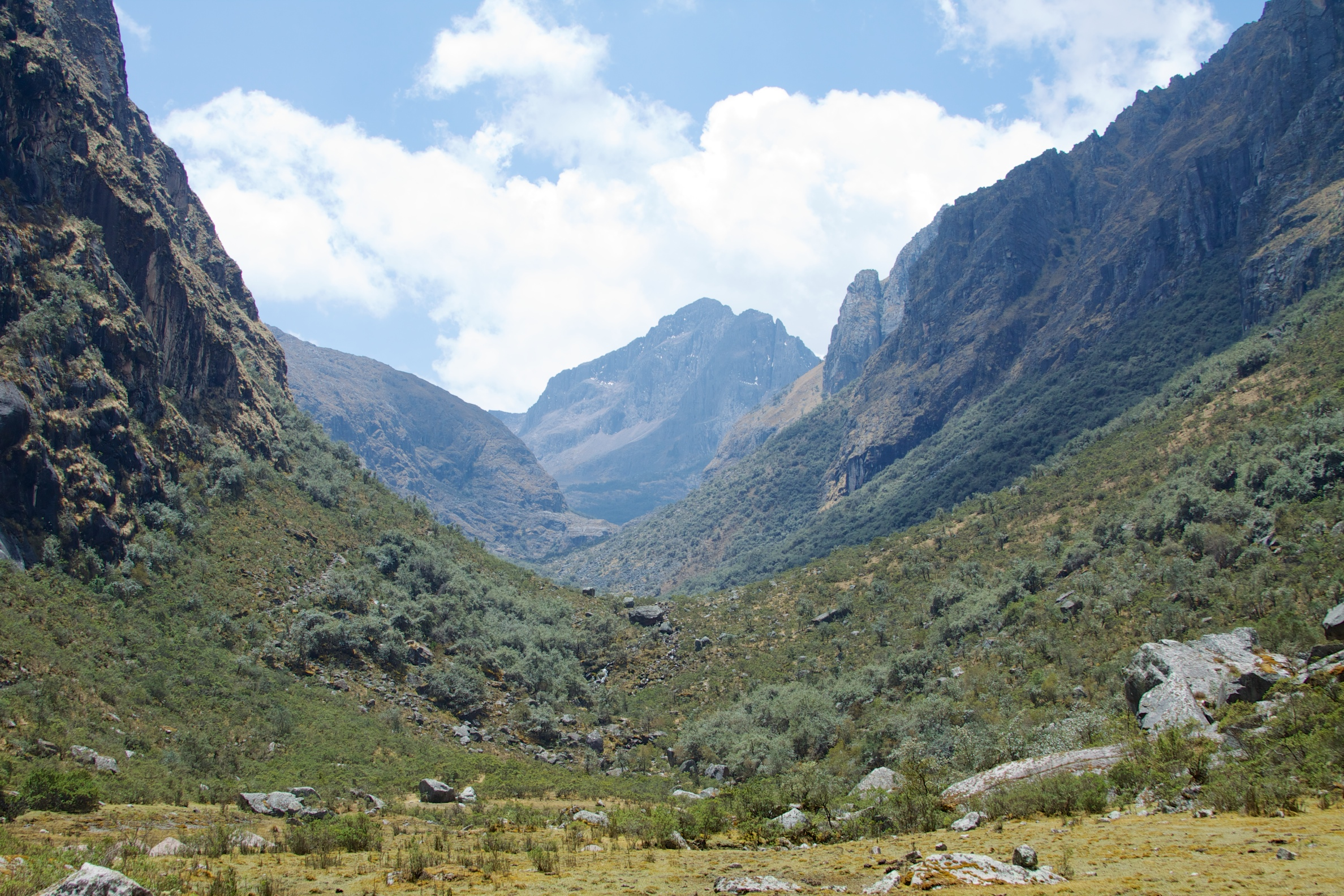
Berglandschaft nördlich von Urubamba

Der Distrikt Urubamba liegt in der Provinz Urubamba der Region Cusco in Südzentral-Peru. Der am 21. Juni 1825 gegründete Distrikt besitzt eine Fläche von 161 km². Beim Zensus 2017 lebten 22.406 Einwohner im Distrikt. Im Jahr 1993 lag die Einwohnerzahl bei 13.692, im Jahr 2007 bei 17.787. Die Distrikt- und Provinzverwaltung befindet sich in der auf einer Höhe von 2869 m am Río Urubamba gelegenen Stadt Urubamba mit 13.942 Einwohnern (Stand 2017). Urubamba liegt 28 km nordnordwestlich der Regionshauptstadt Cusco.

## Geographische Lage
Der Distrikt Urubamba liegt zentral in der Provinz Urubamba. Der Río Urubamba fließt entlang der südlichen Distriktgrenze nach Westen. Entlang der nördlichen Distriktgrenze verläuft die vergletscherte Cordillera Urubamba.
Der Distrikt Urubamba grenzt im Süden an den Distrikt Maras, im Westen an den Distrikt Ollantaytambo, im Norden an den Distrikt Lares (Provinz Calca), im Nordosten an den Distrikt Calca (ebenfalls in der Provinz Calca) sowie im Südosten an den Distrikt Yucay.